# Emma Louisa Turner
Emma Louisa Turner, également appelée E L Turner, née le 9 juin 1867 et morte le 13 août 1940, est une ornithologue anglaise et une pionnière de la photographie ornithologique. Turner débute dans la photographie à l'âge de 34 ans, après sa rencontre avec le photographe animalier Richard Kearton. Elle rejoint la Royal Photographic Society en 1901, et dès 1904, elle commence à donner des conférences qu'elle anime avec ses propres diapositives photographiques ; en 1908, à l'âge de 41 ans, elle devient conférencière professionnelle.
Turner passe chaque année une partie de son temps à Norfolk, où elle photographie pour la première fois en 1911 un butor étoilé, ce qui fournit la première preuve du retour de l'espèce en tant qu'oiseau nidificateur au Royaume-Uni après son extinction locale à la fin du 19e siècle. Elle voyage beaucoup au Royaume-Uni et à l'étranger pour photographier des oiseaux.
Turner publie huit livres et de nombreux articles dans des journaux et magazines. Sa photo d'un grèbe huppé lui a valu la médaille d'or de la Société royale de photographie. Elle a été l'une des premières femmes à être élue membre de la Linnaean Society et la première femme membre honoraire de la British Ornithologists' Union. Bien qu'elle n'ait pas été diplômée, elle est également membre honoraire de la British Federation of University Women. Elle perd la vue deux ans avant sa mort.

## Jeunesse
Emma Louisa Turner est née le 9 juin 1867 à Langton Green, Royal Tunbridge Wells dans le Kent, de John et Emma (née Overy) Turner. Elle est leur quatrième et dernier enfant, après une sœur, Mary, et deux frères, John et Frank. Son père est épicier et drapier. Son commerce compte trois employés de magasin. Suffisamment aisée pour employer une gouvernante et une servante, la famille envoie Emma faire sa scolarité dans un pensionnat.
La mère de Turner décède en 1880, alors qu'elle a 13 ans, et après la mort de sa sœur aînée Mary en 1891, Turner semble avoir entretenu des rapports étroits avec sa famille, même après le début de sa carrière de photographe et cela au moins jusqu'à la mort de son père, âgé de 83 ans, en 1913. Elle aurait aussi aidé à son frère Frank à s'occuper de ses enfants après la mort de sa première femme, Annie, en 1895, jusqu'à son remariage environ cinq ans plus tard.

## Hickling Broad

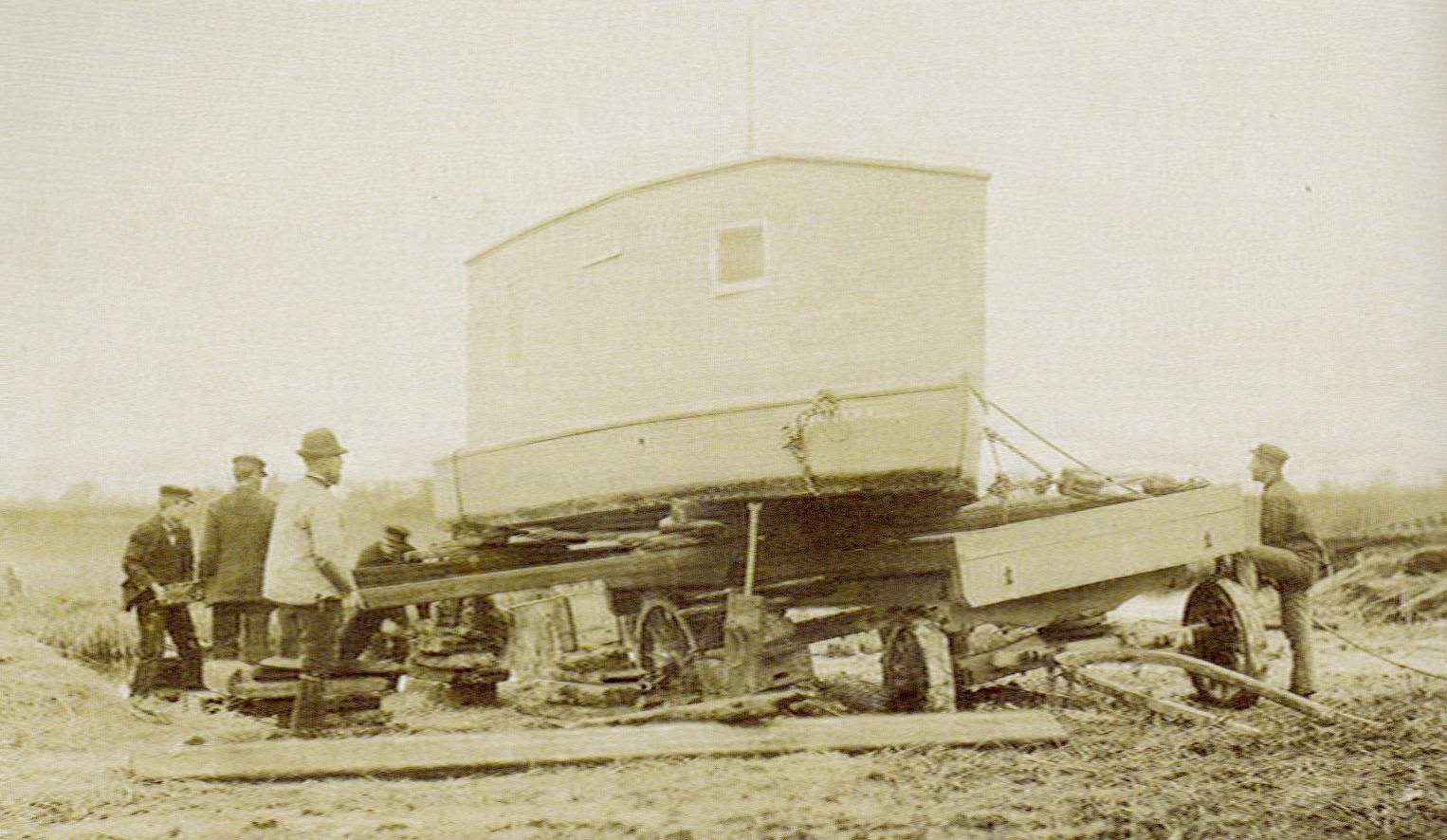
La péniche de Turner en transit, mars 1905

Turner commence la photographie après sa rencontre en 1900 avec Richard Kearton, pionnier de la photographie animalière. Après avoir rejoint la Royal Photographic Society en 1901, et en 1904, elle commence à donner des conférences publiques illustrées de ses propres photographies, avec la projection de diapositives par un dispositif de lanterne magique. D'ici 1908, elle devient conférencière professionnelle, produisant son propre matériel publicitaire, et dans un recensement de 1911, elle indique que sa profession est  « conférencière en ornithologie ». Elle photographie généralement son sujet de près à l'aide d'un appareil à plaque sèche. Seuls deux de ses appareils photographiques ont été identifiés : un Reflex Birdland, et un appareil à chambre noire demi-plaque, fait sur mesure. Le Reflex Birdland est vendu 20 livres sterling à l'époque, ce qui équivaut à environ 2 000 livres en 2020.
Elle visite les Broads de Norfolk pour la première fois en 1901 ou 1902. Ses premiers contacts sur place étaient le garde-chasse Alfred Nudd, qui la guide vers des sites photographiques privilégiés, et son parent, Cubit Nudd, qui assiste Turner sur place. Un autre garde-chasse et chasseur professionnel de gibier d'eau, Jim Vincent, partage avec elle sa connaissance approfondie de la région afin de trouver des oiseaux et des nids. L'ami de Turner, le révérend Maurice Bird, probablement présenté à Turner par Richard Kearton, tient un journal d'histoire naturelle pendant 50 ans et a ainsi également pu partager ses ressources avec elle.
Pendant un quart de siècle, Turner vit et travaille à Hickling Broad (Norfolk) durant une partie de l'année, y compris durant deux hivers. Elle habite la plupart du temps dans une péniche de sa propre conception, qu'elle nomme en référence au râle d'eau (Rallus aquaticus), qui est le premier oiseau qu'elle photographie dans les Norfolk Broads. Le bateau à fond plat est transporté à Hickling sur un chariot et mise à l'eau en mars 1905. Elle possède également une hutte sur une petite île au sud-est de Hickling Broad, connue sous le nom de  « Turner's Island ». La cabane sert de chambre noire photographique et de chambre d'amis lorsque des visiteurs séjournaient sur place.

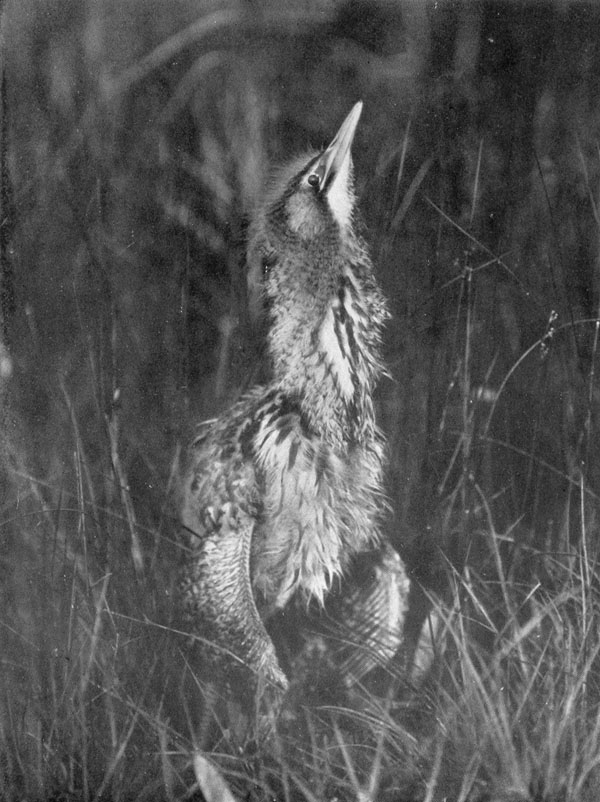
Un jeune butor photographié pour la première fois en 1911 par Turner. Il s'agit de la première trace de reproduction de l'espèce au Royaume-Uni depuis 1886.

Un moment culminant de sa carrière se produit en 1911, lorsqu'elle aperçoit et photographie, avec Jim Vincent, un butor étoilé niché (Botaurus stellaris), une espèce qui n'avait pas été observée en situation de reproduction depuis 1886 au Royaume-Uni. Ses photographies de nids comprennent celles du rare Busard cendré (Circus pygargus) et des premières collerettes reproductrices (Calidris pugnax), connues à Norfolk depuis 1890. Fait inhabituel pour l'époque, le Whiteslea Estate, qui possède une grande partie du Broad, et pour lequel Vincent travaille de 1909 à 1944, protège activement ses oiseaux de proie. Bien que le Montagu et le plus rare busard des marais (Circus aeruginosus) y aient tous les deux habité à l'époque, aucun des deux n'a été mentionné dans le livre sur les Broadland Birds. 
Pionnière du baguage d'oiseaux au Royaume-Uni, Emma Turner se voit attribuer les tout premiers anneaux de petite taille (numéros 1 à 10) émis par le programme britannique de marquage d'oiseaux de Harry Witherby en 1909. Elle participe aussi à un projet de baguage de courte durée, pour le magazine Country Life. En pratique, elle semble avoir fait peu, voire pas du tout, de baguage après sa première année de travail.
Elle semble avoir été généralement en forme et a été décrite comme étant « tout à fait capable [de guider] un bateau à perche ou à rames ». La citation est d'Edwin Vincent, fils de Jim Vincent et garde-chasse d'Edwin Montagu, mais elle a souffert d'épisodes de maladie tout au long de sa vie, avec notamment une attaque à l'été 1907. La cause de sa maladie est inconnue, bien que la tuberculose ait été évoquée. Elle gardait des chiens, en particulier des Manchester Terriers, qu'elle entraînait à chasser les oiseaux afin de pouvoir les compter.

## Voyages jusqu'en 1923

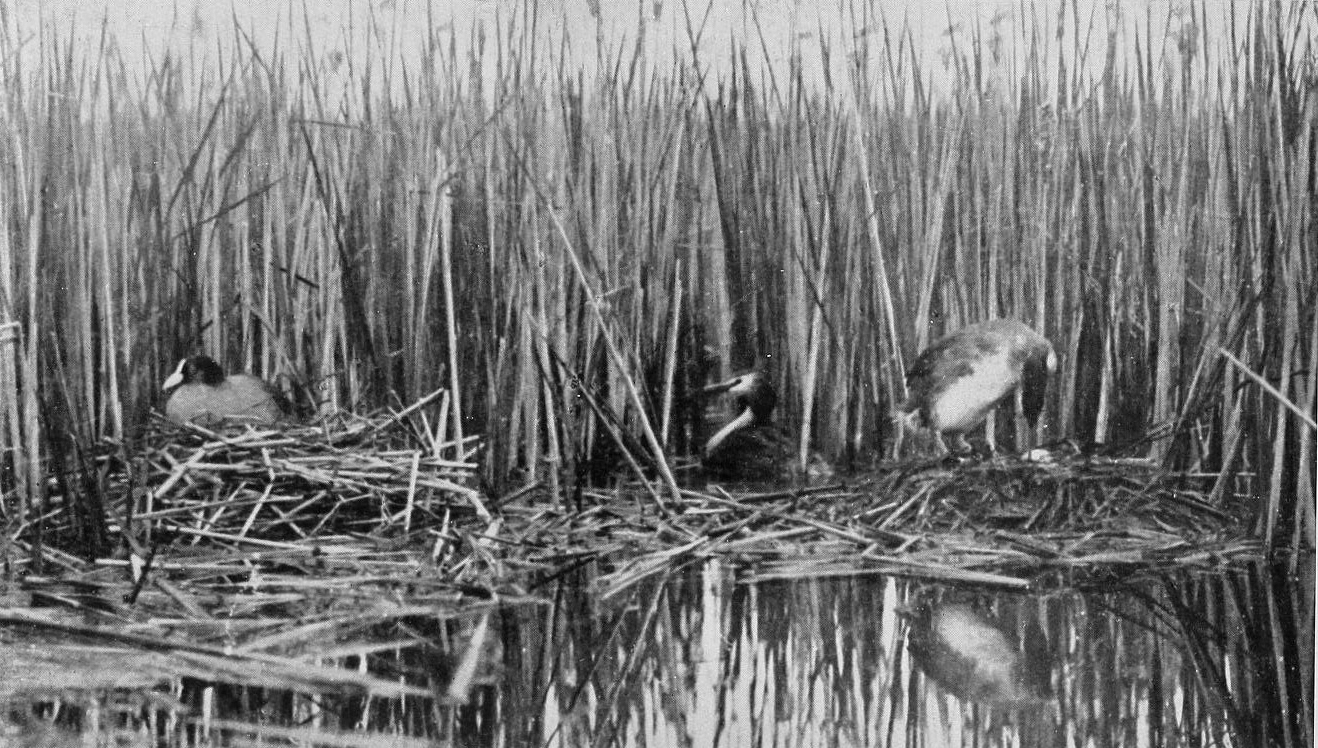
Nidification des foulques foulques et des grèbes huppés, tiré de Broadland Birds, l'image qui lui a valu la médaille d'or RPS

Bien que Turner beaucoup de temps chaque année à Norfolk entre 1901 et 1935, elle voyage également beaucoup ailleurs. De la maison familiale de Langton Green, elle se déplaçait en calèche vers des sites du Kent et du Sussex. Elle a aussi voyagé plusieurs semaines dans la région reculée de North Uist en 1913, où elle a vu se reproduire des phalaropes à cou rouge (Phalaropus lobatus), des plongeons huards et des labbes parasites arctiques (Stercorarius parasiticus). L'année suivante, elle est l'invitée de Mary Russell, duchesse de Bedford, dans sa maison de Meikleour, dans le Perthshire. La duchesse est une ornithologue passionnée, et les deux femmes se connaissaient depuis plusieurs années. Lorsque la duchesse navigue vers Fair Isle sur le ferry The Sapphire, elle dépose Turner à Stromness (dans les Orcades) en cours de route. Aux Orcades, Turner tente de photographier des oiseaux de mer reproducteurs, fait une excursion d'une journée à Hoy et, par une rencontre fortuite, est invitée au château de Balfour à Shapinsay. Son hôte, le colonel David Balfour, la ramène aux Orcades pour prendre le ferry vers Inverness, d'où elle se rend à Aviemore pour trouver des mésanges huppées (Lophophanes cristatus).
Elle visite le château de Lindisfarne sur Holy Island à l'automne en tant qu'invitée d'Edward Hudson, propriétaire du magazine Country Life, et y reste pendant l'hiver 1914-1915 jusqu'en mai. L'île est un haut lieu de la migration des oiseaux, et les raretés qu'elle y observe comprennent une grande pie-grièche grise (Lanius excubitor) et une grive blanche (Zoothera aurea). Elle y fait plusieurs excursions en bateau vers les îles Farne, qui se trouvent à une distance de 9,7 kilomètres.

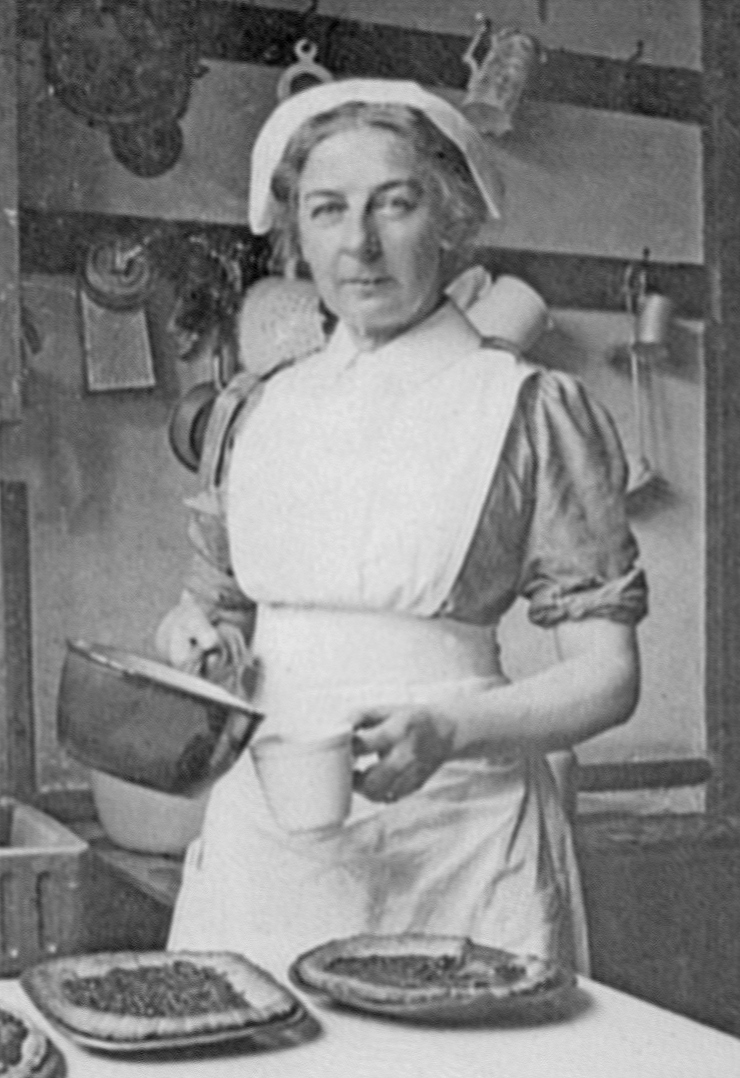
Cuisinière volontaire pendant la Première Guerre mondiale.

Vers le début 1913, Turner achète une maison à Girton, dans les environs de Cambridge, où elle réside la plupart du temps durant la décennie à venir. Ses journaux intimes des années 1916 et 1917 sont manquants, mais il semble qu'à partir de la Première Guerre mondiale, elle a travaillé comme aide-cuisinière à temps partiel pour le détachement d'aide volontaire dans un hôpital militaire à Cranbrook, non loin de Langton Green.
Le premier voyage de Turner à l'étranger a lieu au début de l'été 1920, lorsqu'elle se rend sur l'île de Texel aux Pays-Bas. Explorant l'île à vélo, elle cible principalement les espèces qui ne se reproduisaient plus régulièrement au Royaume-Uni, dont la guifette noire (Chlidonias niger), le combattant, la barge à queue noire (Limosa limosa) et l'avocette (Recurvirostra avosetta). Elle est particulièrement frappée par le grand nombre de rossignols chanteurs (Luscinia megarhynchos). Un voyage en Italie à la fin de 1922 au cours duquel elle visite les principaux lieux culturels semble largement consacré à l'art et à l'architecture, un des rares commentaires ornithologiques dans son journal étant l'observation d'une grive bleue (Monticola solitarius).

## L'île de Scolt Head
Le National Trust avait acheté Scolt Head Island à Norfolk en 1923 pour ses sternes et d'autres oiseaux nicheurs, mais s'inquiétait des dommages causés aux colonies de nidification par les ramasseurs d'œufs et par la présence de visiteurs se promenant sur l'île d'environ 485 hectares. À cette époque, Turner est une photographe confirmée, experte et auteure d'ouvrages d'ornithologie. La Norfolk and Norwich Naturalists' Society (NNNS) propose de nommer un  « observateur »  (directeur) pour surveiller la réserve. Quand Turner apprend que la société a du mal à trouver quelqu'un convenable, elle se porte volontaire, devenant ainsi la première résidente « guetteur » de l'île,.

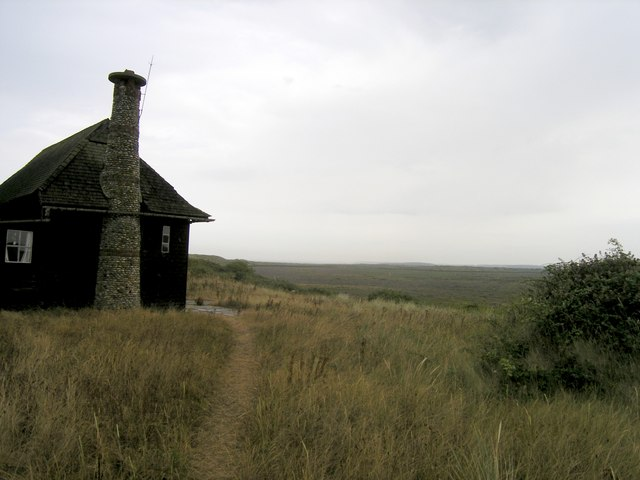
La cabane de Scolt Head en 2006

Âgée de 57 ans, Turner vit dans la réserve dans une hutte rudimentaire pendant la saison de reproduction, sans électricité et dépendante de manière significative de la pluie pour l'eau douce. Maintenant protégés, les oiseaux prospèrent, et le nombre de couples reproducteurs de sterne pierregarin (Sterna hirundo) et de sterne caugek (Thalasseus sandvicensis) passe respectivement de 17 à 800 et de 59 à 640 en 1925, dernière année de Turner sur place. En plus d'étudier les oiseaux marins reproducteurs, elle observe les oiseaux migrateurs et notamment une rare cigogne noire (Ciconia nigra). Elle raconte ses expérience sur l'île dans un livre, Birdwatching on Scolt Head. Souvent décrite par la presse comme la femme la plus solitaire d'Angleterre, Turner affirme qu'elle ne se sentait jamais seule et qu'elle avait souvent de la visite.

## Après 1925
Peu de temps après son séjour sur Scolt Island, Turner déménage de Girton à Cambridge et continue à se livrer à sa passion pour le jardinage dans sa nouvelle maison de banlieue. Active au sein du Cambridge Ornithological Club, plus tard appelé Cambridge Bird Club, elle en devient vice-présidente et membre du comité. Elle se rend en Écosse en 1926, même si elle semble être alors moins active en tant que photographe, se concentrant probablement sur son écriture. Deux ans plus tard, elle part observer des craves (Pyrrhocorax pyrrhocorax) dans les Cornouailles, un comté qui ne compte plus que quelques couples de cette espèce’.
En 1929, elle se rend à Amsterdam en tant que membre du Congrès international d'ornithologie, qui organise des excursions à Texel, au lac Naarden et à Zwanenwater. Vers 1933, elle entreprend une croisière en Méditerranée avec le chef de la police de l'île de Man, le lieutenant-colonel Henry William Madoc et sa femme. Ils y observent plus de 150 espèces, dont 52 que Turner n'avait encore jamais vues. Après ce voyage, ses journaux deviennent sont de plus en plus incomplets, et elle semble ne plus avoir voyagé à l'étranger par la suite.

## Reconnaissance

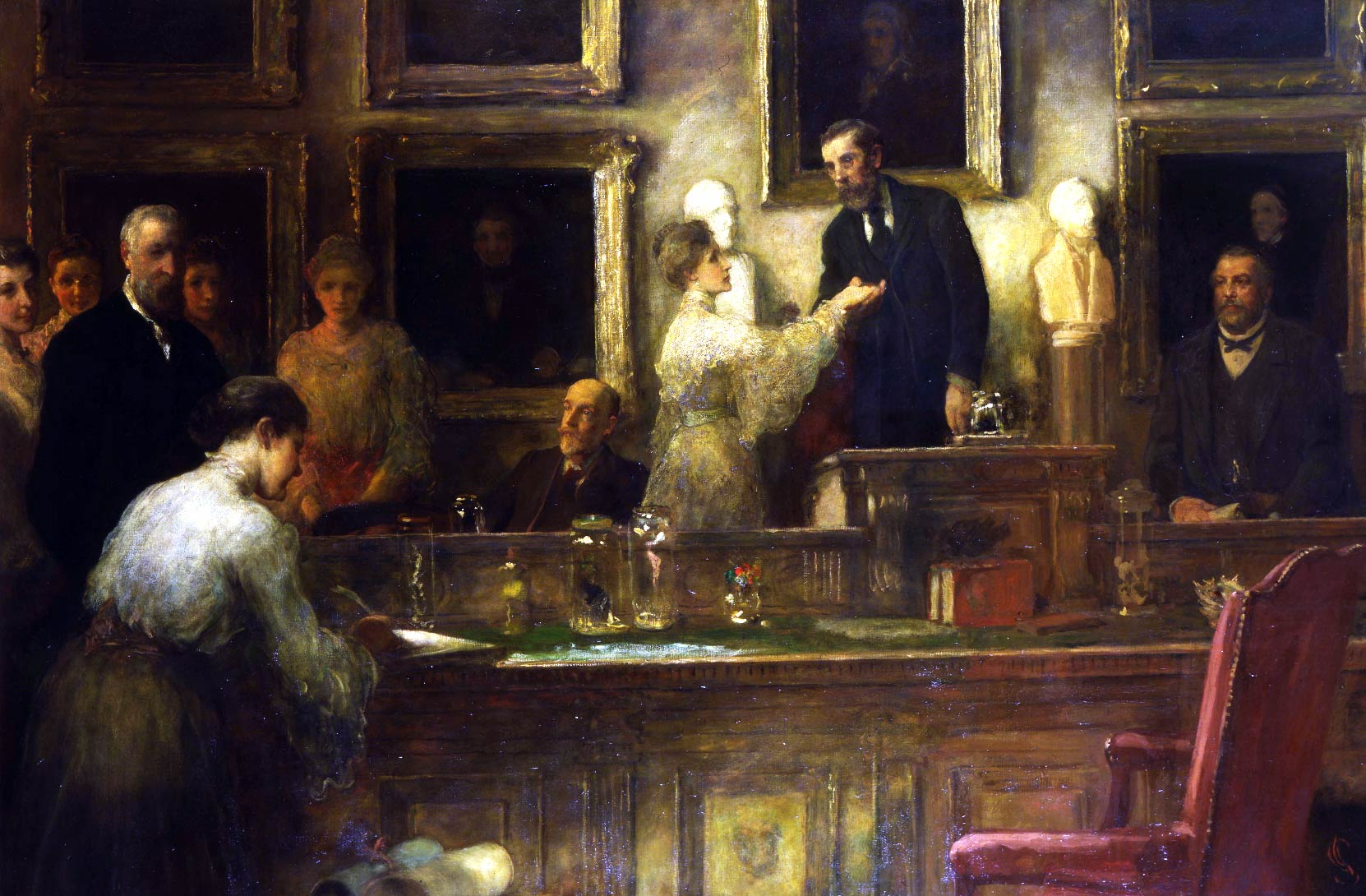
Peinture de James Sant de 1906 sur l'admission des femmes à la Linnean Society de Londres en 1904. Turner est la première à gauche.

En 1905, Turner reçoit la médaille d'or de la Royal Photographic Society pour sa photographie d'un grèbe huppé. La même année, Jim Vincent reçoit également une médaille d'or de la Royal Society for the Protection of Birds pour sa participation à la photographie d'un butor.
Elle est élue parmi les 15 premières femmes boursières de la Linnean Society en décembre 1904. Alors âgée de 38 ans, elle est l'une des plus jeunes femmes admises.